# Rudy Riou
Rudy Riou (Béziers, 22 gennaio 1980) è un allenatore di calcio ed ex calciatore francese, di ruolo portiere.

## Palmarès

### Club

#### Competizioni nazionali
- Coppa di Lega francese: 1

Olympique Marsiglia: 2009-2010

#### Competizioni internazionali
- Coppa Intertoto UEFA: 1

Montpellier: 1999